# Taim (Einheit)
Taim (auch Taong, Teong, Them. birmanisch တောင်) war ein hinterindisches Längenmaß und war in Rangun, Pegu und Ava verbreitet, Regionen im heutigen Myanmar. Das Maß galt als königliche Elle und führte auch die Bezeichnung Sandang. Die Größe der Elle konnte in Birma nach dem Willen des Monarchen geändert werden. Im Jahr 1795 entsprach sie 22 Zoll (engl).
Das Maß entsprach dem bekannten Ellenmaß. So war in 
- Rangun: 1 Taim = 215,057 Pariser Linien = 0,48513 Meter[2]
- 1 Taim = 2 T´wah/Spanne = 3 Mekh/Handbreite = 24 T´hits/Fingerbreite
  - 1 T´hits = 0,020214 Meter
- 4 Taim = 1 Länn/Lan/Klafter= 1,9405 Meter

- 1 Taim = 18 Palgat/Pahlgaht/Paulgaut[3] = 202,5 Pariser Linien = 5/11 Meter, etwa 0,4545 Meter[4]